# Ciclismo contrarreloj masculino en los Juegos Suramericanos de 2014
La prueba de Contrarreloj Masculino de ciclismo en Santiago 2014 se llevó a cabo el 9 de marzo de 2014 en las calles de Santiago. Participaron en la prueba 15 ciclistas.

## Resultados
| Rank              | Nacionalidad | Triatleta             | Tiempo Total | Diferencia |
| ----------------- | ------------ | --------------------- | ------------ | ---------- |
| Medalla de oro    | Brasil       | Murilo Ferraz         | 54:15.37     |            |
| Medalla de plata  | Chile        | Carlos Oyarzún        | 55:00.33     | +0:44.96   |
| Medalla de bronce | Colombia     | Brayan Ramírez        | 55:29.27     | +1:13.90   |
| 4                 | Venezuela    | Yonder Godoy          | 55:55.17     | +1:39.80   |
| 5                 | Bolivia      | Óscar Soliz           | 56:23.92     | +2:08.55   |
| 6                 | Chile        | José Luis Rodríguez   | 56:24.32     | +2:08.95   |
| 7                 | Argentina    | Facundo Lezica        | 57:03.97     | +2:48.60   |
| 8                 | Argentina    | Leandro Messineo      | 57:11.39     | +2:56.02   |
| 9                 | Venezuela    | Carlos Galviz         | 57:37.86     | +3:22.49   |
| 10                | Uruguay      | Gonzalo Moreira       | 58:16.40     | +4:01.03   |
| 11                | Ecuador      | Segundo Navarrete     | 58:43.99     | +4:28.62   |
| 12                | Colombia     | Kevin Ríos            | 58:46.51     | +4:31.14   |
| 13                | Bolivia      | Gilberto Zurita       | 1:00:01.30   | +5:45.93   |
| 14                | Ecuador      | José Carlos Ragonessi | 1:00:23.91   | +6:08.54   |
| 15                | Paraguay     | Víctor Grange         | 1:02:28.78   | +8:13.41   |